# Sequestro e assassinato de Muhammad Abu Khdeir

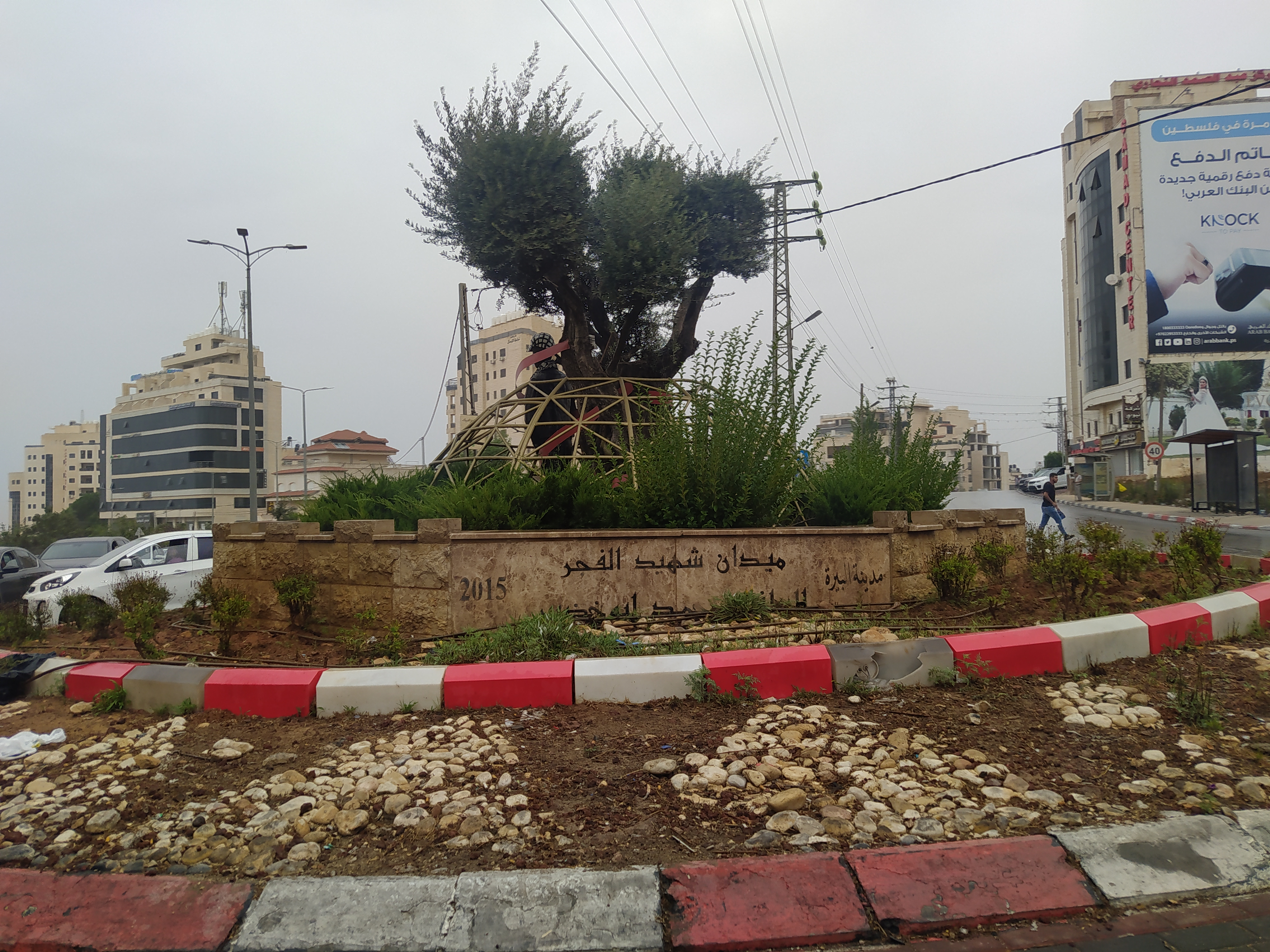
Praça em homenagem a Mohammad Abu Khadir na Palestina

Muhammad Abu Khdeir, um adolescente palestino do bairro de Shuafat em Jerusalém, foi sequestrado, torturado e queimada vivo por colonos extremistas Israelenses em 2 de julho de 2014. Seu corpo foi encontrado nas florestas de Deir Yassin. O sequestro e assassinato foram seguidos por uma ampla onda de protestos em muitas áreas de Jerusalém e pela condenação internacional do incidente. O incidente ocorre dentro de um padrão de ataques chamado de política do "preço a pagar", do hebraico תג מחיר (tag mekhir).

## Contexto
Muhammad Abu Khdeir, que morava no bairro de Shuafat em Jerusalém, interessou-se, dias antes de sua morte, em decorar as ruas de Shuafat com pequenas lanternas para dar as boas-vindas ao mês do Ramadã. Ele era estudante de eletricidade na Escola Industrial Luterana e trabalhava com seu pai.

### Incitações de Ayelet Shaked
Um dia antes do assassinato de Muhammad Abu Khdeir, Ayelet Shaked (política israelense) incitou ataques a crianças palestinas, descrevendo-as como "pequenas cobras". Ela postou em sua página do Facebook uma citação de um jornalista pró-assentamento, na qual crianças palestinas que "machucam israelenses" eram comparadas a "pequenas cobras". Abu Khdeir foi espancado e queimado até a morte por um grupo de meninos israelenses em vingança pela morte de três soldados israelenses na Cisjordânia ocupada.

## Desaparecimento e assassinato
No dia 2 de julho, por volta das 4h15 da madrugada, Abu Khdeir havia saído de casa em direção à mesquita para fazer a oração da madrugada. Ele parou em uma loja comercial próxima à mesquita, esperando seus amigos irem à mesquita. Foi sequestrado por colonos israelenses que estavam em um carro. Os sequestradores fugiram em direção ao bairro Ramot.

## Prisão de Suspeitos
Seis pessoas foram presas em conexão com o assassinato da criança Abu Khdeir, entre eles um rabino e dois de seus filhos.